# Лосано, Хорхе
Хорхе Лоса́но (исп. Jorge Lozano; р. 17 мая 1963, Сан-Луис-Потоси) — мексиканский профессиональный теннисист, специалист по игре в парах. Двукратный победитель Открытого чемпионата Франции в смешанном парном разряде.

## Спортивная карьера

### Начало карьеры
В 17 лет Хорхе Лосано был приглашён в сборную Мексики на матч Кубка Дэвиса с командой США. Хотя юный Хорхе проиграл обе своих игры в одиночном разряде Джону Макинрою и Роско Таннеру, ему удалось вместе с многоопытным Раулем Рамиресом взять верх в парной игре. Эти результаты стали показателем того, как в будущем развивалась его игровая карьера.
В первой половине 80-х годов Лосано учился в Университете Южной Калифорнии и три раза подряд (в 1983—1985 годах) попадал в символическую студенческую сборную Северной Америки. В это время он продолжал выступления за сборную (в основном в парах) и иногда принимал участие в открытых теннисных турнирах, в частности, пробившись в четвертьфинал Чемпионата США на грунтовых кортах в Индианаполисе в 1985 году в паре с американцем Тоддом Уитскеном. По окончании учёбы в 1986 году он начал профессиональную теннисную карьеру. Уже в мае они с Уитскеном дошли до полуфинала турнира Гран-при во Флоренции, а потом до третьего круга Открытого чемпионата Франции. В начале следующего года Лосано выиграл турнир-«челленджер» в Лагосе (Нигерия), а в октябре после победы над 15-й ракеткой мира Тимом Майоттом вышел в четвертьфинал турнира Гран-при в Скоттсдейле (США), где проиграл молодому Майклу Чангу. В парном разряде он с Уитскеном пробился в четвертьфинал Открытого чемпионата США после побед над девятой и седьмой посеянными парами; они проиграли в итоге будущим чемпионам Стефану Эдбергу и Андерсу Ярриду. Ближе к концу года в Итапарике (Бразилия) Лосано с уругвайцем Диего Пересом вышел в первый в карьере финал турнира Гран-при и закончил год в числе 50 лучших теннисистов мира в парном разряде, проделав в рейтинге за год путь больше чем на сто мест вверх.

### Пик карьеры
Лучшим в карьере Лосано стал сезон 1988 года. Почти в самом его начале они с Уитскеном вышли в финал супертурнира в Индиан-Уэллс (США), обыграв по пути несколько ведущих пар мира; в середине апреля он сыграл ключевую роль в выживании сборной Мексики в Мировой группе Кубка Дэвиса, выиграв две из трёх своих встреч в матче со швейцарцами; а с конца апреля началось триумфальное шествие пары Лосано—Уитскен, продолжавшееся три месяца и включавшее 28 побед при всего трёх поражениях, четыре выигранных турнира, два поражения в финалах и одно — в четвертьфинале Открытого чемпионата Франции. Начав этит отрезок сезона на 26-м месте в рейтинге, Лосано закончил его уже шестым, а в августе, после полуфинала престижного турнира в Цинциннати и выхода в полуфинал Открытого чемпионата США, поднялся в нём на четвёртую строчку. В конце сезона Лосано и Уитскен приняли участие в турнире Мастерс — итоговом соревновании года — и, одержав две победы в трёх матчах на групповом этапе, в том числе над свежеиспечёнными олимпийскими чемпионами Сегусо и Флэком, вышли в полуфинал, где их остановили Рик Лич и Джим Пью. Ещё одного большого успеха Лосано добился в смешанном парном разряде, выиграв с американкой Лори Макнил Открытый чемпионат Франции. По пути к титулу они победили в полуфинале Мартину Навратилову и Эмилио Санчеса, а в финале — нидерландскую пару Шульц—Схаперс. Удачно сложился сезон для Лосано и в одиночном разряде: в самом начале он, занимая в рейтинге 152-е место, пробился в полуфинал турнира Гран-при в Филадельфии, победив четырёх соперников из первой сотни, включая 24-ю ракетку мира Амоса Мансдорфа, а в августе, будучи на 68-м месте в рейтинге, вышел в четвёртый круг Открытого чемпионата США, что позволило ему подняться до высшей в карьере 51-й позиции среди игроков в одиночном разряде.
В 1989 году Лосано продолжал выступать удачно, хотя и не столь блестяще, как в предыдущем сезоне. Весной они с Уитскеном вышли в полуфинал в Филадельфии и выиграли турнир в Рио-де-Жанейро. В июле Лосано, как и год назад, спас сборную от вылета из Мировой группы, выиграв все три своих встречи в матче с советской командой, а в конце сезона с Уитскеном пробился в финал двух турниров подряд, один из них выиграв и обеспечив себе второе за карьеру выступление в турнире Мастерс. Там, однако, они с Уитскеном не сумели повторить прошлогодний успех и не вышли из группы. В утешительном матче за пятое место они обыграли прошлогодних обидчиков — Лича и Пью. В начале 1990 года Лосано чередовал выступления с Уитскеном и со своим соотечественником Леонардо Лавалле, с первым дойдя до полуфинала турнира в Торонто, а со вторым выиграв турнир Гран-при в Роттердаме и «челленджер» в своём родном городе Сан-Луис-Потоси. Во второй половине года он снова выступал только с Уитскеном и дважды дошёл с ним до финалов турниров Гран-при, а также до полуфинала на турнире АТР высшей категории в Париже. В этом году он завоевал также свой второй титул на Открытом чемпионате Франции в миксте с Аранчей Санчес-Викарио. В финале посеянным четвёртыми Санчес и Лосано противостояли австралийка Николь Провис и Дани Виссер из ЮАР — вторая пара турнира, но оба сета уступили на тай-брейке.

### Завершение карьеры
По окончании 1990 года Лосано окончательно расстался с Уитскеном. Попытка составить постоянную пару с Лавалле оказалась неудачной, и во второй половине года Лосано сменил нескольких партнёров, только один раз сумев добраться до финала на турнире Гран-при; в турнирах Большого шлема он не выходил дальше третьего круга. Следующий год он закончил с одним титулом в 11 турнирах, закончив сезон уже в июле.
1993 год сложился для Лосано более благоприятно. Начав его в конце второй сотни рейтинга, он уже в феврале с аргентинцем Орасьо де ла Пенья вышел в финал турнира Гран-при в Мехико. В августе после ещё одного финала, на сей раз в Праге, он вернулся в первую сотню, а после Открытого чемпионата США сыграл подряд ещё в двух финалах, в одном из которых добился победы (также с де ла Пенья) и в итоге закончил год на подступах к Top-50. В начале 1994 года в Джакарте он вышел в 22-й за карьеру финал турнира Гран-при и вернулся в число 50 лучших теннисистов мира в парном разряде, но это оказалось его последним крупным успехом. Он продолжал выступать до конца этого сезона, закончив его в конце первой сотни рейтинга, но в следующем играл уже в основном только за сборную. В её рядах он одержал три победы в трёх играх в парном разряде, в том числе в матче плей-офф против команды Испании, где они с Лавалле переиграли знаменитую пару Серхио Касаль—Эмилио Санчес, поспособствовав сенсационной общей победе Мексики со счётом 3:2. После этого матча, вернувшего команду Мексики в Мировую группу, Лосано завершил игровую карьеру.

### Дальнейшая деятельность
С 2008 года Хорхе Лосано стал капитаном сборной Мексики в Кубке Дэвиса. Он оставался на этом посту до середины 2011 года. В 2010 году мексиканская команда под его руководством вышла в 1-ю Американскую группу, но на следующий год проиграла все три свои матча и вернулась во вторую группу.

## Участие в финалах турниров Большого шлема за карьеру (2)
Победы (2)
| №  | Год  | Турнир                         | Покрытие | Партнёр               | Соперники в финале         | Счёт в финале |
| -- | ---- | ------------------------------ | -------- | --------------------- | -------------------------- | ------------- |
| 1. | 1988 | Открытый чемпионат Франции     | Грунт    | Лори Макнил           | Бренда Шульц Михил Схаперс | 7-5, 6-2      |
| 2. | 1990 | Открытый чемпионат Франции (2) | Грунт    | Аранча Санчес-Викарио | Николь Провис Дани Виссер  | 7-65, 7-68    |

## Участие в финалах турниров Гран-при и АТР в парном разряде (22)
| Легенда                     |
| --------------------------- |
| ATP World Series (9)        |
| ATP Championship Series (1) |
| Гран-При (12)               |

### Победы (9)
| №  | Дата        | Турнир                                     | Покрытие | Партнёр            | Соперники в финале            | Счёт в финале |
| -- | ----------- | ------------------------------------------ | -------- | ------------------ | ----------------------------- | ------------- |
| 1. | 2 мая 1988  | Нью-Йорк, США                              | Грунт    | Тодд Уитскен       | Дани Виссер Питер Олдрич      | 6-3, 7-6      |
| 2. | 2 мая 1988  | Открытый чемпионат Италии, Рим             | Грунт    | Тодд Уитскен       | Томаш Шмид Андерс Яррид       | 6-3, 6-3      |
| 3. | 4 июл 1988  | Чемпионат США среди профессионалов, Бостон | Грунт    | Тодд Уитскен       | Хайме Исага Бруно Орешар      | 6-2, 7-5      |
| 4. | 25 июл 1988 | Страттон-Маунтин, Вермонт, США             | Хард     | Тодд Уитскен       | Дани Виссер Питер Олдрич      | 6-3, 7-6      |
| 5. | 10 апр 1989 | Рио-де-Жанейро, Бразилия                   | Ковёр    | Тодд Уитскен       | Патрик Макинрой Тим Уилкисон  | 2-6, 6-4, 6-4 |
| 6. | 6 ноя 1989  | Открытый чемпионат Стокгольма, Швеция      | Ковёр    | Тодд Уитскен       | Рик Лич Джим Пью              | 6-3, 5-7, 6-3 |
| 7. | 26 фев 1990 | Роттердам, Нидерланды                      | Ковёр    | Леонардо Лавалле   | Диего Наргисо Николас Перейра | 6-3, 7-6      |
| 8. | 16 мар 1992 | Касабланка, Марокко                        | Грунт    | Орасьо де ла Пенья | Гиртс Дзелде Т. Дж. Мидлтон   | 2-6, 6-4, 7-6 |
| 9. | 4 окт 1993  | Афины, Греция                              | Грунт    | Орасьо де ла Пенья | Ройс Депп Джон Салливан       | 3-6, 6-1, 6-2 |

### Поражения (13)
| №   | Дата        | Турнир                                       | Покрытие | Партнёр            | Соперники в финале            | Счёт в финале |
| --- | ----------- | -------------------------------------------- | -------- | ------------------ | ----------------------------- | ------------- |
| 1.  | 23 ноя 1987 | Итапарика, Бразилия                          | Хард     | Диего Перес        | Серхио Касаль Эмилио Санчес   | 2-6, 2-6      |
| 2.  | 29 фев 1988 | Индиан-Уэллс, Калифорния, США                | Хард     | Тодд Уитскен       | Борис Беккер Ги Форже         | 3-6, 3-6      |
| 3.  | 25 апр 1988 | Чемпионат США на грунтовых кортах, Чарльстон | Грунт    | Тодд Уитскен       | Дани Виссер Питер Олдрич      | 6-7, 3-6      |
| 4.  | 18 июл 1988 | Вашингтон, США                               | Грунт    | Тодд Уитскен       | Рик Лич Джим Пью              | 3-6, 7-6, 2-6 |
| 5.  | 21 ноя 1988 | Итапарика (2)                                | Хард     | Тодд Уитскен       | Серхио Касаль Эмилио Санчес   | 6-7, 6-7      |
| 6.  | 20 ноя 1989 | Итапарика (3)                                | Хард     | Тодд Уитскен       | Рик Лич Джим Пью              | 2-6, 6-7      |
| 7.  | 16 июл 1990 | Вашингтон (2)                                | Хард     | Тодд Уитскен       | Грант Коннелл Гленн Мичибата  | 3-6, 7-6, 2-6 |
| 8.  | 15 окт 1990 | Вена, Австрия                                | Ковёр    | Тодд Уитскен       | Уго Риглевски Михаэль Штих    | 4-6, 4-6      |
| 9.  | 4 ноя 1991  | Сан-Паулу, Бразилия                          | Хард     | Кассиу Мотта       | Андрес Гомес Жайме Онсинс     | 5-7, 4-6      |
| 10. | 22 фев 1993 | Мехико, Мексика                              | Грунт    | Орасьо де ла Пенья | Леонардо Лавалле Жайме Онсинс | 6-7, 4-6      |
| 11. | 2 авг 1993  | Прага, Чехия                                 | Грунт    | Жайме Онсинс       | Хендрик-Ян Давидс Либор Пимек | 3-6, 6-7      |
| 12. | 27 сен 1993 | Палермо, Италия                              | Грунт    | Хуан Гарат         | Серхио Касаль Эмилио Санчес   | 3-6, 3-6      |
| 13. | 10 янв 1994 | Джакарта, Индонезия                          | Хард     | Джим Пью           | Нил Борвик Юнас Бьоркман      | 4-6, 1-6      |